# Prométhée enchaîné (opéra)
Pour les articles homonymes, voir Prométhée (homonymie).
Versions successives
- 21 mai 1959 (intégrale avec piano)
Conservatoire national supérieur de musique de Paris  France
présenté par Fred Goldbeck
- 23 novembre 1959 (intégrale)
Théâtre des Champs-Élysées, Paris  France
Orchestre et Chœurs de la RTF, Eugène Bigot (dir.)

Prométhée enchaîné, op.16, est un opéra ou « tragédie lyrique » composé par Maurice Emmanuel de 1916 à 1918, sur une traduction abrégée par le compositeur du Prométhée enchaîné d'Eschyle. 
Composée durant la première Guerre mondiale, l'œuvre connaît une création — limitée à son premier acte — le 23 mars 1919, salle Gaveau, par l'association des concerts Colonne-Lamoureux, sous la direction de Camille Chevillard. Le succès rencontré auprès du public et de la critique motive la commande par Jacques Rouché de Salamine, seconde tragédie lyrique également d'après Eschyle. La composition et la création rapprochées de la Symphonie no 1, op.18, sont également redevables de cet événement : après des années d'études et de doutes, Maurice Emmanuel « a remporté une importante victoire personnelle dans son combat pour la reconnaissance ».
En dépit de cet accueil favorable et du succès de Salamine, op.21, en 1929, la première audition intégrale de Prométhée enchaîné n'a lieu qu'en 1959 — après la mort de son auteur et la seconde Guerre mondiale — le 21 mai dans une version accompagnée au piano, puis le 23 novembre 1959 au Théâtre des Champs-Élysées, par l'Orchestre et les Chœurs de la RTF sous la direction d'Eugène Bigot.
Œuvre caractéristique du langage musical de Maurice Emmanuel, marqué par l'emploi de modes anciens qui enrichissent l'harmonie tonale et de rythmes originaux répondant à la prosodie poétique grecque et latine, Prométhée enchaîné prend place parmi les opéras du XXe siècle inspirés par la mythologie et le théâtre grec antiques, tels Socrate d'Erik Satie, Œdipus rex de Stravinsky ou Antigone d'Arthur Honegger.
La partition est toujours inédite, et aucun enregistrement discographique n'en a encore été réalisé.

## Composition

### Première version
Maurice Emmanuel entreprend la composition de Prométhée enchaîné dès 1895, juste après avoir achevé sa thèse sur la danse grecque, mais « la première mouture de son drame, achevée en 1898, ne le satisfaisait guère : il y verra plus tard un « fade et suranné opéra » en cinq actes d'une intolérable longueur ».

### Version définitive
Après avoir détruit la première version de son opéra, Maurice Emmanuel travaille au livret et à la partition de 1916 à 1918 — « la figure du « héros souffrant », ainsi qu'il le nomme, revêt de nombreuses significations » dans le contexte de la première Guerre mondiale, « en raison de la liberté d'interprétation qu'offre le mythe : révolte contre toutes les tyrannies, souffrance des poilus et de l'humanité en proie aux épreuves de la guerre, douleur filiale d'Emmanuel qui se rappelle ses parents… »
La forme du drame achevé demeure classique, comme le suggère le titre de « tragédie lyrique », dans la lignée de « la tradition française illustrée par Lulli, Rameau, Gluck et Berlioz ». Comme ce dernier, Emmanuel préfère être son propre librettiste, adaptant la tragédie d'Eschyle en accord avec ses propres conceptions esthétiques.

## Présentation

### Structure
Dans une lettre à Louis Laloy, le compositeur explique avoir procédé « par resserrement » à l'égard de la tragédie d'Eschyle, dans le but d'obtenir une « traduction fidèle, jamais adaptation ».
Christophe Corbier résume l'action de Prométhée enchaîné, qui « privilégie aussi la synthèse dans cette œuvre en trois actes précédés d'un Prologue narratif : Bia, Kratos et Héphaïstos, valets de Zeus (caractérisé par un premier thème rythmique et brutal énoncé aux cuivres), clouent sur un rocher Prométhée, dont la longue plainte s'élève des cordes et des bois. Dans le premier acte, Prométhée invoque les éléments puis assiste à l'arrivée des Océanides, qui forment le chœur et écoutent le récit de ses maux. Trois d'entre elles, lointaines cousines des filles du Rhin, plaignent le malheureux Titan. Au second acte, après une lamentation du chœur aux inflexions archaïsantes, Io, naguère séduite par Zeus puis transformée par Héra en génisse et harcelée par un taon, fait brusquement irruption : Prométhée lui prédit son destin, avant qu'elle ne poursuive son errance folle. Dans le troisième acte, très bref, Hermès entre en scène et veut contraindre Prométhée à lui révéler le secret qui menace la puissance de Zeus ; refus du Titan, qui est enseveli dans un cataclysme final provoqué par Zeus. Le tout dure un peu plus d'une heure ».
Dans son analyse de l'opéra, Mara Lacchè dresse un parallèle — scène par scène — entre la tragédie originale d'Eschyle et la « traduction » d'Emmanuel.

### Rôles et distribution
Le tableau suivant reprend la distribution des rôles, dans les présentations successives de l'opéra au XXe siècle :
| Rôle           | Voix                                           | Interprètes de la création (1919) (dir. Camille Chevillard) | Interprètes de l'intégrale avec piano (1959) (dir. Louis Martini) | Interprètes de la création intégrale (1959) (dir. Eugène Bigot) |
| -------------- | ---------------------------------------------- | ----------------------------------------------------------- | ----------------------------------------------------------------- | --------------------------------------------------------------- |
| Prométhée      | Ténor                                          | Laffitte                                                    | Pierre Dizin                                                      | Jean Mollien                                                    |
| Hermès         | baryton                                        | (rôle absent)                                               | Yvon Le Marc'Hadour                                               | Yvon Le Marc'Hadour                                             |
| Io             | mezzo-soprano                                  | (rôle absent)                                               |                                                                   | Madalen Lierman Le Marc'Hadour                                  |
| Les Océanides  | 2 sopranos et mezzo-soprano ou chœur de femmes |                                                             | Chorale des Jeunesses musicales de France                         | Madalen Lierman Le Marc'Hadour, Micheline Grancher et Codinaz   |
| Accompagnement |                                                | Association des Concerts Colonne-Lamoureux                  | Claire Loirat et A.M. Bouan-Hardy                                 | Orchestre et Chœurs de la RTF                                   |

### Orchestration
L'orchestre comprend 3 flûtes (la 3e jouant aussi du piccolo), 2 hautbois, un cor anglais, 2 clarinettes, une clarinette basse et 3 bassons, pour les pupitres des vents. Les cuivres comptent 4 cors en Fa, 4 trompettes en Ut, 3 trombones ténors, un trombone basse et un tuba. La percussion, généralement limitée dans les œuvres de Maurice Emmanuel, comprend 2 harpes et le célesta, les timbales, la caisse claire, les cymbales et la cymbale suspendue, la grosse caisse et le tam-tam. Le quintette à cordes classique est composé des premiers violons, seconds violons, altos, violoncelles et contrebasses.

## Création

### Premier acte
La première audition — limitée au premier acte — de Prométhée enchaîné a lieu le 23 mars 1919, Salle Gaveau, par l'association des Concerts Colonne-Lamoureux dirigée par Camille Chevillard. Les décors de Bourdelle et de Maurice Denis « semblent s'harmoniser naturellement avec l'œuvre musicale ».

### Accueil et critiques
Dans la biographie qu'il lui consacre, Christophe Corbier retient que « l'œuvre est remarquée » sans provoquer un « succès de scandale lors de sa première audition, dans une salle qui y fut souvent habituée ». Le compositeur, « très ému, est publiquement félicité par son ancien professeur Théodore Dubois, auquel il était resté fidèle depuis les années 1880 ». Par bien des aspects, la partition étonne le public : l'emploi des modes anciens, celui des rythmes inspirés par la prosodie antique, les thèmes mélodiques « brefs et concis, lyriques sans être pathétiques », l'orchestration « claire et raffinée » provoquent un sentiment de cohérence mais d'« étrangeté », qui impressionne Charles Tournemire.
Les réactions de la critique musicale sont unanimes. Théodore Dubois, enthousiasmé, attire l'attention des anciens élèves du Conservatoire lors du comité du 26 mars 1919 — trois jours après le concert — pour souligner « l'importance d'une œuvre tirée d'un sujet difficile, par la grandeur écrasante des personnages, [qui] enrichit le patrimoine musical français par un emploi tout moderne, mais caractéristique, des anciens modes de la musique grecque ».
Jean Chantavoine rend compte à la fois de la technique musicale et de ses effets en saluant le trio des Océanides « syllabique, fort simple de lignes, très pur d'accent, mais auquel une écriture raffinée où la monodie antique se marie à la polyphonie de la Renaissance, dont le charme a particulièrement séduit l'auditoire ». Nadia Boulanger s'attache à montrer « la conception philosophique du caractère de Prométhée [qui] aurait pu étonner ceux qui voient en lui l'incarnation de la force révoltée, de la pensée que rien ne désarme. Mais cette conception est établie avec une remarquable unité, la résignation haute et douce du Titan martyr est vraiment grande ».
Christophe Corbier estime que « l'helléniste Emmanuel peut prendre place aux côtés de Satie (Socrate), de Stravinsky (Œdipus rex), de Cocteau et Honegger (Antigone) ».

### Première audition intégrale
Parmi les auditeurs présents au concert de 1919 se trouve Jacques Rouché, alors directeur de l'Opéra de Paris, qui se montre très favorablement disposé envers Maurice Emmanuel. De fait, « le musicien est heureux de l'intérêt que lui porte Rouché ; il croit que celui-ci veut représenter Prométhée à l'Opéra, mais Rouché lui commande au contraire une musique de scène pour Les Perses d'Eschyle. Le projet de Salamine est né et se concrétisera en 1929 ». Selon Christophe Corbier, « avec Prométhée, il a remporté une importante victoire personnelle dans son combat pour la reconnaissance ».
Dix ans séparent donc la création des deux grandes tragédies lyriques d'Emmanuel, mais le compositeur n'assistera jamais à la création intégrale de son ouvrage, « à son grand désespoir ». Si le premier acte est repris à Liège en 1923, sous la direction de Sylvain Dupuis, les deux actes suivants doivent attendre quarante ans pour être présentés en public.
La première audition intégrale de Prométhée enchaîné a lieu en deux temps, à six mois d'intervalle en 1959 : d'abord avec piano, le 21 mai 1959 au Conservatoire national supérieur de musique de Paris dans un concert présenté par Fred Goldbeck, puis le 23 novembre 1959 au Théâtre des Champs-Élysées, par l'Orchestre et les Chœurs de la RTF sous la direction d'Eugène Bigot.
L'œuvre est toujours inédite.

## Analyse

### Modes
Dès le Prologue orchestral, Marguerite Béclard d'Harcourt relève « l'emploi des modes de ré et de mi pour les deux thèmes principaux : celui de la vengeance de Zeus contre le Titan qui connaît le secret susceptible de remettre en cause le pouvoir royal du souverain des dieux, et celui de la souffrance de Prométhée enchaîné aux rochers du Caucase et condamné au supplice atroce du vautour qui dévore son foie » :

## Discographie
Dans le disque consacré à la musique de chambre de Maurice Emmanuel, réalisé pour le label Timpani en 2010, Harry Halbreich regrette que les œuvres du compositeur « demeurent rares au concert, davantage encore à la scène, et sa discographie, longtemps lacunaire, commence seulement à s'étoffer. Il reste à ressusciter les deux grandes tragédies lyriques, Prométhée enchaîné et Salamine ».

### Prométhée enchaîné
- Eschyle (trad. Leconte de Lisle), Théâtre complet : Prométhée enchaîné, Paris, Alphonse Lemerre, 1872, 217 p., p. 4-47 (Texte disponible sur wikisource)

### Monographies
- Christophe Corbier, Maurice Emmanuel, Paris, Bleu nuit éditeur, 2007, 176 p. (ISBN 2-913575-79-X).
- Sylvie Douche (dir.), Maurice Emmanuel, compositeur français, Université de Paris-Sorbonne (Paris IV), Prague, Bärenreiter, 2007, 288 p. (ISBN 978-80-86385-34-1 et 80-86385-34-5, OCLC 312635540)
Mara Lacchè, « Prométhée enchaîné ou la reviviscence de l'art tragique grec dans la pensée esthético-musicale de Maurice Emmanuel », p. 111-130.

### Articles
- Marguerite Béclard d'Harcourt, « L'œuvre musicale de Maurice Emmanuel », La Revue musicale, no 152,‎ 1935
- Nadia Boulanger, « Prométhée enchaîné, premier acte (M. Emmanuel) », Le Monde musical,‎ 23 mars 1919
- Jean Chantavoine, « Prométhée enchaîné de M. Maurice Emmanuel, aux Concerts Colonne-Lamoureux », Revue de Bourgogne,‎ 3 avril 1919
- René Dumesnil, « Le Prométhée de Maurice Emmanuel », Le Monde,‎ 2 juin 1959
- Marc Pincherle, « Révélation d'un chef-d'œuvre », Les Nouvelles littéraires,‎ 3 décembre 1959